# Obóz Burgweide

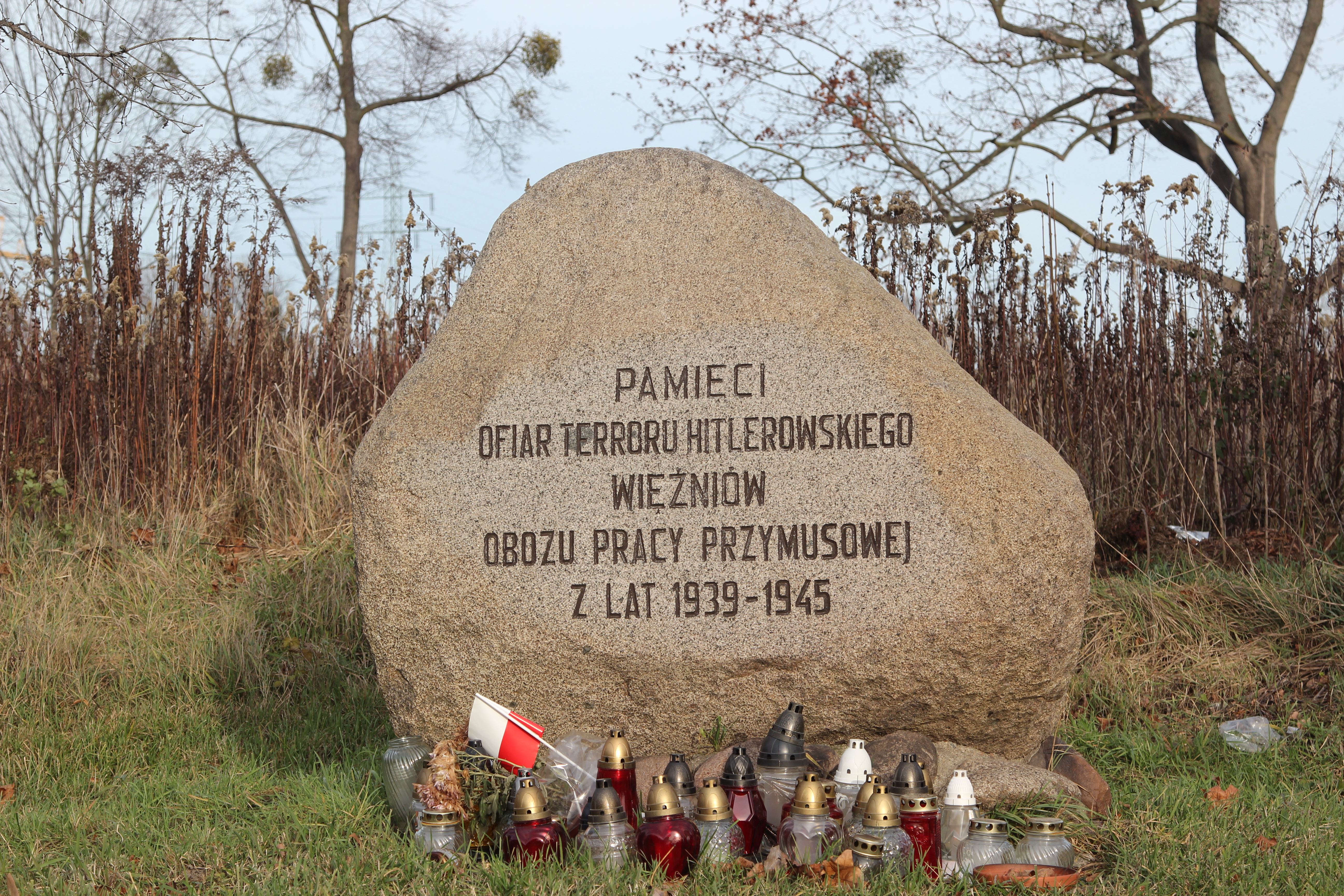
Pomnik ofiarom obozu pracy w Sołtysowicach.

Obóz Burgweide (niem. Durchgangslager des Gauarbeitsamts Niederschlesien Burgweide) – niemiecki obóz przejściowy, a następnie obóz pracy przymusowej, dla więźniów III Rzeszy działający na terenie wsi Burgweide (obecnie Sołtysowice) koło Wrocławia w latach 1940–1945. 

## Historia obozu

### 1940-1945
Obóz został założony na terenie przylegającym do cukrowni Zuckerfabrik Schottwitz (późniejsza Cukrownia Wrocław) położonym pomiędzy ulicami Dorpaterstrasse (obecnie Sołtysowicka) a Quer-Allee (obecnie Poprzeczna) w 1940 r. i działał do 7 maja 1945. Obszar 15 ha otoczony został ogrodzeniem z drutu kolczastego i pilnowany był przez wartowników zmilitaryzowanych formacji i policji, mających do dyspozycji m.in. dwie wieże strażnicze. Płoty z drutu kolczastego dzieliły także wnętrze obozu na szereg oddzielnych części, z których każda przeznaczona była dla więźniów innej narodowości, ponadto była też jedna dla niemieckiego personelu, dla którego przeznaczono pięć baraków. Więźniowie mieszkali w 25–27 nieogrzewanych barakach zbudowanych z desek. Barak przeznaczony był dla ponad 200 więźniów. Ponadto znajdował się tam barak szpitalny (w pewnym okresie szpital zajmował trzy baraki), budynki gospodarcze i sanitarne. W szpitalu pracowali niemieccy lekarze przez kilka godzin tygodniowo oraz lekarze więźniowie różnych narodowości w tym jeden Polak (dr Modrakowski). Część więźniów w okresie kwarantanny po przybyciu do obozu nocowało na placu, gdyż brakowało dla nich miejsc. Również w barakach nie dla wszystkich starczało prycz i ci więźniowie spali na podłodze z betonu. Po powstaniu warszawskim do obozu od jesieni 1944 trafiło około 1000 osób cywilnych z Warszawy.
Obóz obliczony był na ok. 7 tys. więźniów, jednak w drugiej połowie oblężenia Wrocławia mieszkało tu 12 tys. więźniów, m.in. przeniesionych z innych wrocławskich obozów. W okresie funkcjonowania obozu przejściowego, po kwarantannie oraz czasowym pobycie i pracy w tym obozie przenoszono do innych obozów lub do gospodarstw rolnych. W czasie pobytu w obozie Burgweide więźniowie po kwarantannie pracowali w różnych zakładach przemysłowych Wrocławia, okolicznych gospodarstwach rolnych, a podczas oblężenia także przy wznoszeniu umocnień, usuwaniu gruzu po zburzonych budynkach oraz budowie lotniska. Więźniowie pochodzili z wielu okupowanych przez III Rzeszę krajów, byli tu też jeńcy z Wielkiej Brytanii. Polacy stanowili około 15%, a pod koniec oblężenia miasta ponad 25% uwięzionych.
W obozie zmarło wielu więźniów zarówno z powodu zarówno chorób, jak i złego traktowania przez funkcjonariuszy obozowych. W styczniu 1945, w momencie kiedy linia frontu zbliżyła do rzeki Widawy, ewakuowano część więźniów oraz strażnicy obozowi podpalili szpital obozowy wraz ze znajdującymi się tam chorymi.
Obóz Burgweide był największym obozem funkcjonującym we Wrocławiu. Jego podległość organizacyjna nie jest jasna. Wg Kosmulskiej w latach 1940–1944 był to obóz przejściowy będący filią Groß-Rosen, natomiast w styczniu 1945 roku został przekształcony w obóz pracy przymusowej pod zarządem Wehrmachtu. Jednak ani Maluga, ani nowsza praca, wydana przez Muzeum Gross-Rosen – opracowanie wszystkich niewątpliwych filii Gross-Rosen – nie wymienia Burgweide jako związanego z tym obozem koncentracyjnym. Do 1944 był to natomiast obóz przejściowy dla więźniów, których stąd rozsyłano do pracy do różnych miejsc w całym regionie. 

### Po 1945
Po II wojnie światowej baraki obozowe były użytkowane jako mieszkania i nie zostały objęte ochroną konserwatorską, ani też wpisane do ewidencji Miejsc Pamięci Narodowej. W 2019 roku wysiedlono ostatnich mieszkańców nielicznych pozostałych baraków i teren obozu został przeznaczony na sprzedaż. Zgodnie z miejscowym planem zagospodarowania przestrzennego pozostałości obozu mogą zostać rozebrane i dopuszczona jest na tym terenie zabudowa mieszkaniowa wielorodzinna, obiekty handlowe, usługi i rozrywkę. Na wniosek Dolnośląskiego Konserwatora Zabytków został wpisany obowiązek umieszczenia tablicy pamiątkowej na elewacji przyszłych obiektów. We wrześniu 2022 rozpoczęto uzgodnione z władzami niszczenie baraków by uzyskać teren pod budowę osiedla mieszkaniowego. W 2021 i 2022 r., w trakcie badań terenowych towarzyszącym pracom budowlanym na terenie dawnej części koszarowo-administracyjnej byłego obozu, znaleziono liczne artefakty i rzeczy osobiste należące przypuszczalnie głównie do personelu obozu. Znaleziono również szczątki ludzkie.

## Upamiętnienie
W rejonie dawnego obozu postawiono w 1959 roku głaz granitowy z napisem upamiętniającym więźniów obozu pracy przymusowej, a w 1995 roku krzyż ku „pamięci Polaków represjonowanych w latach 1940–1945”. Oba stoją przy al. Poprzecznej. 
W 2024 na wniosek Instytutu Pamięci Narodowej, Rada Miejska Wrocławia zdecydowała, że skwer położony na terenie byłego obozu nosić będzie imię Ofiar Obozu Burgweide.